# Charlie Gillespie
Charles Jeffrey "Charlie" Gillespie, född 26 augusti 1998 i Dieppe i New Brunswick, är en kanadensisk skådespelare och sångare. Han är känd för att spela rollen som Luke Patterson i Netflix-serien Julie and the Phantoms. Han har också medverkat i andra serier och filmer som Charmed (en reboot på TV-serien Förhäxad), Degrassi: Next Class, och The Rest of Us.
Gillespie föddes som det fjärde och näst yngsta barnet, i en syskonskara på totalt fem barn, som utöver honom själv består av tre äldre bröder och en yngre syster. Han lärde sig att spela musik i tidig ålder, och i dagsläget kan han både spela gitarr, bas, trombon, tuba, piano, violin, och saxofon. Han fick rollen som Luke Patterson i Julie and the Phantoms under år 2019.

## Filmografi (i urval)

### Filmer
- 2018 – Speed Kills
- 2019 – The Rest of Us
- 2023 – Totally Killer
- 2025 – Splitsville

### TV-serier
- 2017 – Degrassi: Next Class (TV-serie)
- 2017 – The Next Step (TV-serie)
- 2018 – Charmed (TV-serie)
- 2020 – Julie and the Phantoms (TV-serie)